# Miguel McKelvey
Miguel McKelvey est un homme d'affaires américain, et le cofondateur et ancien directeur de la culture de WeWork. Il est né en 1974.

## Jeunesse
McKelvey a grandi dans un « collectif de cinq mères » à Eugene, en Oregon. Sa famille a fondé et dirigé un journal hebdomadaire appelé Eugene Weekly.
Dans une interview accordée, en janvier 2020, au magazine Fortune, McKelvey s'est qualifié "d'enfant sauvage" sur le terrain de basket du lycée. Il a dit avoir trouvé un sens des responsabilités dans la disciplinaire strict de son entraîneur. Il dit, à propos de Coach Stepp, "Je n'ai pas grandi avec mon père, donc je n'ai jamais eu quelqu'un qui me disait de rester en ligne".
Il est diplômé de South Eugene High School en 1992,. Il a fréquenté le Colorado College et, après avoir vu une sculpture qu'il a créée, son professeur, Carl Reed, lui recommande d'envisager l'architecture pour ses études supérieures,. Il est transféré à l'Université de l'Oregon où il a obtenu un baccalauréat en architecture en 1999,,.
McKelvey a joué dans l'équipe de basket-ball des Oregon Ducks pendant deux ans. Cependant, le livre des records officiel indique qu'il n'a été présent que pour un an, en 1997.

## Carrière
Avant d'obtenir son diplôme universitaire, McKelvey travaille comme garçon de service dans un restaurant et passe deux étés dans une usine de transformation de poisson en Alaska.
Après l'obtention de son diplôme universitaire, McKelvey s'est rendu à Tokyo, avec un ami, ils y cofondent English, baby!, un réseau social permettant aux étudiants de créer et de suivre des cours en ligne de langues étrangères. Le site web propose des quiz de vocabulaire, des cours de grammaire et un réseau social qui met en relation les apprenants anglophones avec leurs pairs parlant couramment l'anglais,. L'entreprise passe à 25 employés.
McKelvey déménage ensuite à New York, où il travaille chez Jordan Parnass Digital Architecture,. L'entreprise était responsable de tous les projets d'American Apparel et McKelvey devient le responsable du déploiement international de la vente au détail,.
Adam Neumann travaillait dans le même immeuble de bureaux, il fait sa rencontre lors d'une fête,,. En 2008, ils convainquent leur propriétaire de leur laisser diviser les étages d'un immeuble vide en bureaux semi-cloisonnés et de les louer ; ce fut le début de Green desk. McKelvey conçoit le nom, le logo et un site web fonctionnel pour la nouvelle entreprise en une nuit. Green Desk est un espace de coworking respectueux de l'environnement, axé sur les meubles recyclés et l'électricité éolienne. McKelvey et Neumann vendent finalement l'entreprise à leur propriétaire, Joshua Guttman, et font évoluer le concept en WeWork,,.
WeWork est fondé en 2010, avec un premier espace de cotravail dans le quartier de SoHo à Manhattan. McKelvey en est le directeur de la culture,. Il dirige la construction, l'architecture et la conception de sites web pour l'entreprise, et est également responsable de la culture du bâtiment et de l'exploitation,. Depuis 2010, The We Company lance plusieurs nouvelles entreprises : WeLive, une entreprise de co-living ; Rise by We, un concept de salle de sport de luxe ; et WeGrow, une école primaire privée. En 2019, la société présente The We Company, une société mère qui comprend WeWork, WeLive, WeGrow et d'autres entreprises.
En 2017, McKelvey est nommé directeur de la culture de WeWork et en 2019,, le magazine Fast Company nomme McKelvey l'une de ses personnes les plus créatives.
Le 5 juin 2020, McKelvey annonce son départ de WeWork à la fin du mois.

## Vie privée
McKelvey était marié à Hiyam Khalifa, une ancienne banquière d'affaires née à Détroit, avant leur divorce en 2017,.

## Influence culturelle
La série WeCrashed sur Apple TV+, commencée en mars 2022, retrace l'ascension puis la chute de WeWork. 